# 판다바

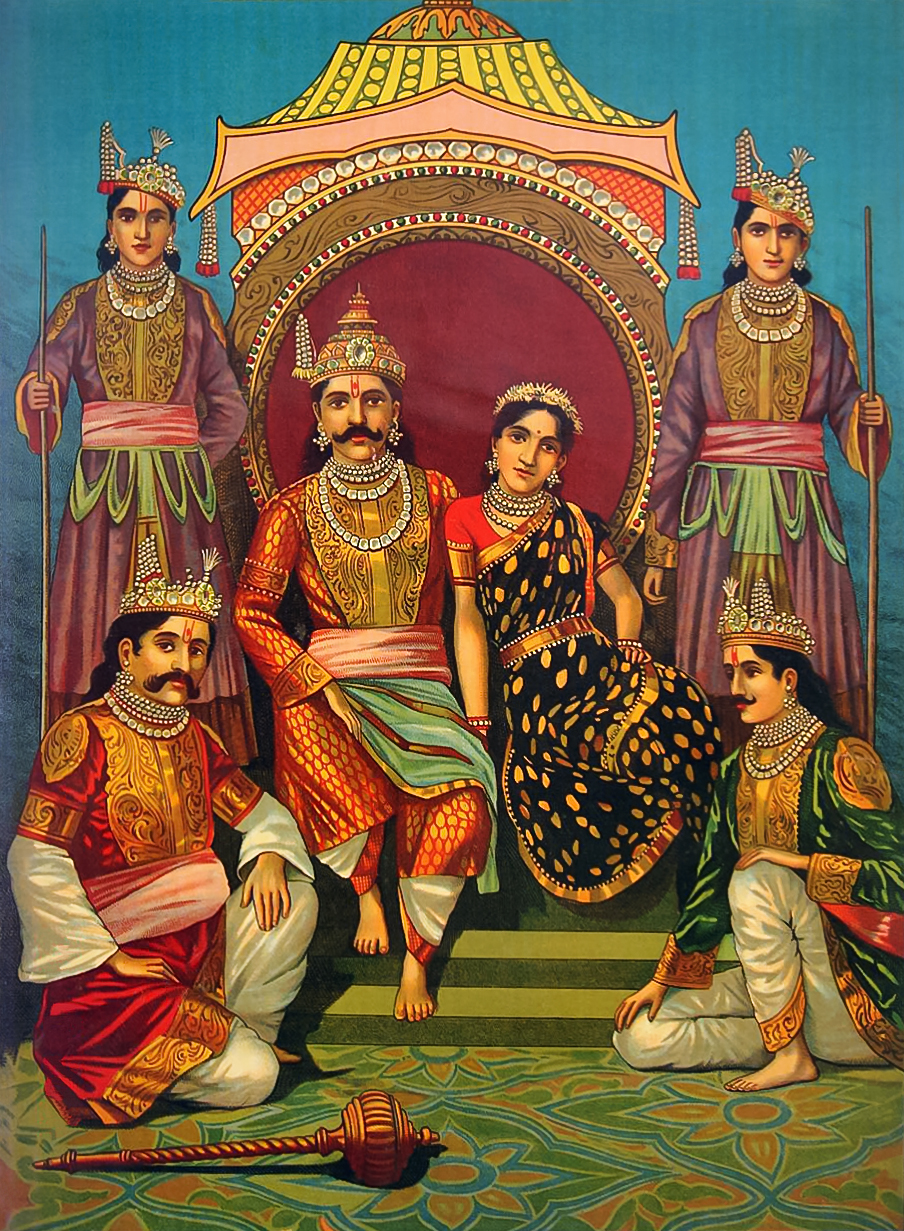
판다바 5형제

판다바(산스크리트어: पाण्डवाः)는 힌두 서사시 마하바라타에 나오는 쿠루의 왕 판두가 두 왕비 쿤티, 마드리(마드라의 왕녀들)와의 사이에 낳은 다섯 아들들이다. 다섯 아들들의 이름은 유디슈티라, 브히마, 아르주나, 나쿨라, 사하데바이다. 판다바 5형제는 모두 드라우파디라는 한 여자와 결혼했다. 판다바 5형제가 그 사촌들인 카우라바들과 싸워 무찌른 것이 쿠루크셰트라 전쟁이며 이 전쟁 이야기가 마하바라타의 기본 줄기이다.
"판다바"라는 말은 5형제의 아버지인 판두에게서 따온 것으로서 "판두의 후예들"이라는 뜻이다. 그 외에 판다바들을 가리키는 표현으로는
- 판두푸트라(산스크리트어: पाण्डुपुत्र) - 판두의 아들들
- 판다바쿠마라(산스크리트어: पाण्डवकुमार) - 판두의 젊은 후예들
- 카운테야(산스크리트어: कौन्तेय) - 쿤티 왕비의 소생인 유디슈티라, 브히마, 아르주나만을 가리킴
- 마드레야(산스크리트어: माद्रेय) - 마드리 왕비 소생인 나쿨라, 사하데바만을 가리킴

가 있다.

## 같이 보기
- 쿠루크셰트라 전쟁
- 마하바라타